# Akechi Mitsuhide
Akechi Mitsuhide (明智 光秀 (Minh Trí Quang Tú) Akechi Mitsuhide) (1528 – 2 tháng 7 năm 1582) là tướng thân cận nhất và giỏi nhất của Oda Nobunaga (và cả Toyotomi Hideyoshi) nhưng lại phản bội ông. Vào tháng 6 năm 1582, trong lúc chiến tranh với gia tộc Mori (daimyo của những tỉnh từ Kina cho tới mũi miền Tây đảo Honshu) chưa chấm dứt, lợi dụng thời cơ, Akechi đã dẫn quân về và vây chùa Honnō tại Kyoto, nơi mà Oda đã không ngờ lại có sự phản bội này. Oda cùng vợ là No đã thực hiện seppuku. Nhưng chiến thắng đó không kéo dài lâu. Ngay khi nghe tin, Toyotomi lập tức làm hòa với gia đình Mori với lợi thế thuộc về ông rồi lập tức kéo quân về Kyoto và tiêu diệt Akechi cùng toàn bộ quân của ông.

## Xuất thân
Là con trai của Akechi Mitsukuni ở tỉnh Mino, Akechi Mitsuhide trước theo phò nhà Saito ở tỉnh Mino rồi sau theo nhà Asakura ở tỉnh Echizen khi nhà Saito bị Oda Nobunaga diệt. Năm 1566, vì Asakura Yoshikage cuối cùng không thể giúp Shogun-lang-thang Ashikaga Yoshiaki nên Akechi Mitsuhide theo phò Yoshiaki, trở thành hộ vệ-người truyền tin cho Yoshiaki. Sau khi Yoshiaki được Oda Nobunaga chấp nhận hỗ trợ thì Akechi Mitsuhide hiển nhiên thành một tướng dưới trướng Nobunaga, nhanh chóng chứng tỏ tài năng lãnh đạo của mình và được Nobunaga trọng dụng.
Theo lịch sử, gia tộc Akechi có nguồn gốc từ gia tộc Toki mà xa xưa hơn là gia tộc Minamoto. Điều thú vị là chính Minamoto Yoritomo là người mang đến sự diệt vong cho gia tộc Taira, gia tộc được coi là tổ tiên của Oda Nobunaga.

## Chiến tích
- Năm 1577, khi tuyên chiến với nhà Mori và mở chiến dịch xâm lược vùng Chugoku, Oda Nobunaga lệnh 2 đại tướng đắc lực của mình là Akechi Mitsuhide và Hashiba (hay Toyotomi Hideyoshi) lãnh đạo 2 cánh quân chủ lực. Akechi được giao cánh quân phía bắc, tiến theo bờ biển bắc của vùng Chugoku, chiếm tỉnh Tamba và Tango. Đồng thời một sự kiện được cho là nảy mối hiềm khích giữa Mitsuhide và Nobunaga diễn ra: sau khi Mitsuhide thuyết phục nhà Hatano tỉnh Tamba đầu hàng và đưa 2 thủ lĩnh của họ về kinh đô Kyoto, Nobunaga bỗng ra lệnh chém 2 người! Nhà Hatano giận dữ vì sự tráo trở này, làm cách nào đó bắt được mẹ của Akechi Mitsuhide và hành hạ bà ta đến chết. (Nhưng dường như điều đó có vẻ hơi bất thường nên ta có thể coi đó như là một sử liệu để tham khảo hơn là sự thật) Có vẻ như Nobunaga không thích đại tướng đắc lực của mình vì tài làm thơ của Mitsuhide và đặc biệt còn công khai chỉ trích nhiều lần, có lẽ vì chiến dịch xâm lược khu bắc Chugoku không thành công của Mitsuhide, hoặc là Mitsuhide vốn thù Nobunaga từ khi Nobunaga tiêu diệt chủ nhân cũ của mình là nhà Asakura ở tỉnh Echizen; nhưng có thể chắc chắn một điều là 2 người không thể ưa gì nhau được.
- Năm 1582, Hashiba Hideyoshi cầu viện binh khi phải đối diện với toàn quân nhà Mori. Oda Nobunaga lập tức lệnh cho tất cả các tướng lĩnh của vùng cận kinh đô Kyoto cất bản bộ binh đi viện trợ Hideyoshi, trong đó có 10000 quân của Akechi Mitsuhide. Cuộc chuyển binh làm cho 2000 quân hộ vệ thường trực của Nobunaga chỉ còn 100 người. Và ngày 20 tháng 6 năm 1582, khi Nobunaga đang ở chùa Honno, Akechi Mitsuhide đem binh bao vây và giết chết Nobunaga! Sau đó, Mitsuhide lập tức giết hết tất cả họ hàng của Nobunaga trong phạm vi cho phép, thậm chí đốt hạ thành Azuchi. Điều đó có lẽ không đem lại tiếng tốt gì nên không có gia tộc nào ở kinh đô ủng hộ Mitsuhide cả. Không may cho Mitsuhide, trông mong cuối cùng của Mitsuhide, là nhà Mori sẽ giữ chân được Hashiba Hideyoshi đủ lâu cho mình củng cố thế lực, tan thành may khói khi người mang tin cái chết của Nobunaga đến tỉnh Bitchu và bị Hideyoshi bắt được. Hideyoshi hành quân mau chóng về Kyoto sau khi hòa đàm với Mori Terumoto và 2 bên gặp nhau tại Yamazaki ngày 2 tháng 7 năm 1582. Akechi Mitsuhide đại bại và bỏ chạy, kết thúc triều đại trị vì 14 ngày của mình. Theo lời đồn, Akechi bị giặc cướp bắt được, đánh đến chết, nhưng cũng có thuyết rằng Akechi đã không bị giết mà bắt đầu một cuộc sống mới với tư cách là một nhà sư tên Tenkai.

## Đánh giá sự nghiệp

### Miếu thờ Akechi Mitsuhide
Có lẽ Akechi Mitsuhide sẽ trở thành một trong những người nổi tiếng nhất của lịch sử Nhật Bản nếu không phản phúc vào cuối cùng. Với tài năng cả trong quân sự và chính trị, Mitsuhide hoàn toàn có thể đối chọi với Toyotomi Hideyoshi và thậm chí cả với Tokugawa Ieyasu, lập nên một trang sử riêng vẻ vang cho mình. Nhưng cuối cùng, Mitsuhide qua đời trong cảnh trốn chạy, với tư thế một phản thần, để lại một bí mật lớn về nguyên nhân chính xác tại sao lại tấn công Nobunaga cũng như Mitsuhide đã định làm gì sau đó.

## Gia đình
- Akechi Mitsuyoshi (明智光慶) - con trai cả
- Akechi Hidemitsu (明智秀満) - con trai nuôi {và con trai trong luật} - tổ tiên của Sakamoto Ryoma
- Hosokawa Gracia (Hoàng hậu Shōken)
- Akechi Mitsuharu - anh em họ